# DYNLRB1

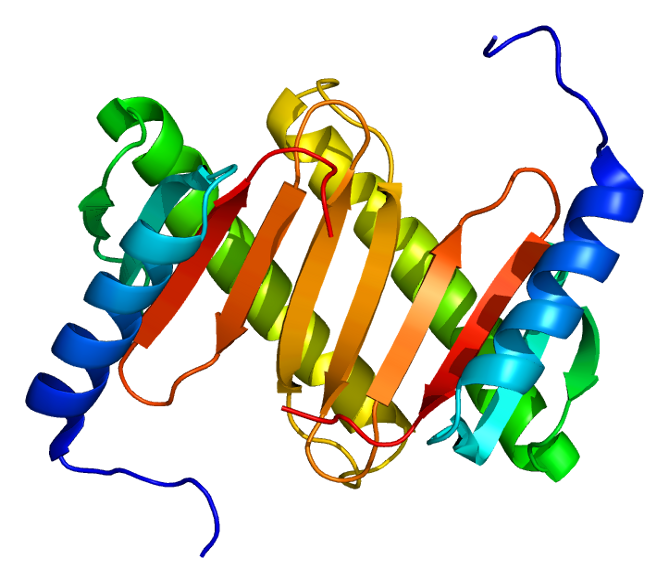
Estructura tridimensional de la proteína DYNLRB1

El roadblock de cadena ligera de dineína tipo 1 es una proteína que en los seres humanos está codificada por el gen DYNLRB1 .
Este gen es un miembro de la familia de cadenas ligeras de dineína, codifica una proteína citoplasmática que es capaz de unirse a proteínas de cadena intermedia. La regulación al alza de este gen se ha asociado con carcinomas hepatocelulares, lo que sugiere que este gen puede estar implicado en la progresión celular.